# Milagro (Ecuador)
San Francisco de Milagro (auch bekannt als Milagro, was das spanische Wort für Wunder ist) ist eine Stadt und ein Municipio in der Provinz Guayas von Ecuador. Sie ist der Sitz des Kantons Milagro. Die Region wird "Das süßeste Land Ecuadors" genannt wegen seiner wichtigen Produktion von Ananas und Zuckerrohr. Bei der Volkszählung 2010 hatte die Stadt 133.508 Einwohner und war damit die vierzehntgrößte Stadt des Landes. Sie ist Teil des Ballungsraums Guayaquil, da ihre wirtschaftliche, soziale und kommerzielle Aktivität stark mit Guayaquil verbunden ist, da sie eine "Schlafstadt" für Tausende von Arbeitern ist, die täglich auf dem Landweg nach Guayaquil pendeln. Die Metropolregion hat ca. 3 Millionen Einwohner und nimmt damit die erste Position unter den Ballungsräumen Ecuadors ein.
Die Ursprünge der Stadt gehen auf das achtzehnte Jahrhundert zurück und sie erlebt seit Beginn des zwanzigsten Jahrhunderts aufgrund ihrer günstigen geographischen Lage ein beschleunigtes Bevölkerungswachstum. Sie ist eines der wichtigsten Verwaltungs-, Wirtschafts-, Finanz- und Handelszentren Ecuadors. Die Hauptaktivitäten der Stadt sind die Zuckerindustrie, der Handel und die Landwirtschaft.

## Demografie
Im administrativen Stadtgebiet leben 113.508 Einwohner, während im gesamten Kanton einschließlich der ländlichen Gebiete 166.634 Einwohner leben. Milagro ist die vierzehnte bevölkerungsreichste Stadt Ecuadors und eine der wichtigsten in Ecuador. Die Bevölkerung bestand 2010 zu 76,8 % aus Mestizen, zu 7,0 % aus Weißen, zu 1,2 % aus Indigenen, zu 8,3 % aus Afroecuadorianern, zu 6,4 % aus Montubio und zu 0,3 % aus sonstigen Ethnien. Die Alphabetisierungsrate lag bei 96 % der Bevölkerung.
| Zensusjahr | Einwohnerzahl |
| ---------- | ------------- |
| 1990       | 93.637        |
| 2001       | 113.440       |
| 2010       | 133.508       |

## Municipio
Das 220,4 km² große Municipio Milagro hatte beim Zensus 2010 145.025 Einwohner. Es umfasst folgende 4 Parroquias urbanas:

### Camilo Andrade
Die Parroquia Camilo Andrade (⊙) umfasst die Barrios La Granja und Banco de la Vivienda.

### Chirijos
Die Parroquia Chirijos (⊙) umfasst die Barrios Seguro Social, Chirijo Paraíso und Apolo.

### Coronel Enrique Valdez
Die Parroquia Coronel Enrique Valdez (⊙) umfasst die Barrios Valdez, Rosa María, San Francisco Pager, Bellavista und Berlín Oeste.

### Ernesto Seminario
Die Parroquia Ernesto Seminario (⊙) umfasst die Barrios Nuevo Milagro, San Miguel, El Porvenir, Berlin Este und Vía Panisión.